# Avicennia schaueriana
Avicennia schaueriana là một loài thực vật có hoa trong họ Ô rô. Loài này được Stapf & Leechm. ex Moldenke mô tả khoa học đầu tiên năm 1939.